# Eduard-Michael Grosu
Eduard-Michael Grosu (Zărnești, 4 september 1992) is een Roemeens wielrenner.

## Overwinningen
2010
 Roemeens kampioen tijdrijden, Junioren
2011
 Roemeens kampioen veldrijden, Elite
2013
 Roemeens kampioen tijdrijden, Elite
3e etappe Ronde van Roemenië
2014
5e en 6e etappe Carpathian Couriers Race
Puntenklassement Carpathian Couriers Race
1e etappe Ronde van Estland
Eind-, punten- en jongerenklassement Ronde van Estland
 Roemeens kampioen op de weg, Beloften
12e etappe Ronde van het Qinghaimeer
2016
5e etappe Ronde van het Taihu-meer
2017
 Roemeens kampioen tijdrijden, Elite
4e etappe Sibiu Cycling Tour
2018
2e etappe Ronde van Kroatië
 Roemeens kampioen tijdrijden, Elite
 Roemeens kampioen op de weg, Elite
3e, 7e en 8e etappe Ronde van het Qinghaimeer
2019
Ronde van Limburg
3e en 6e etappe Ronde van het Qinghaimeer
Puntenklassement Ronde van het Qinghaimeer
2e etappe Ronde van Slowakije
2e etappe CRO Race
2020
3e en 4e etappe Ronde van Roemenië
Eindklassement Ronde van Roemenië
2022
3e etappe Ronde van Roemenië
Puntenklassement Ronde van Roemenië

## Resultaten in voornaamste wedstrijden
| Jaar | Ronde van Italië | Ronde van Frankrijk | Ronde van Spanje |
| ---- | ---------------- | ------------------- | ---------------- |
| 2015 | 150e             |                     |                  |
| 2016 | 151e             |                     |                  |
| 2017 |                  |                     |                  |
| 2018 |                  |                     |                  |
| 2019 |                  |                     |                  |
| 2020 |                  |                     |                  |
| 2021 |                  |                     |                  |
| 2022 |                  |                     |                  |

| Jaar | Milaan-San Remo | Amstel Gold Race | Ronde van Lombardije | Bretagne Classic | Parijs-Tours |  | WK op de weg |  | Wereldranglijsten |
| ---- | --------------- | ---------------- | -------------------- | ---------------- | ------------ |  | ------------ |  | ----------------- |
| 2015 |                 |                  | opgave               |                  |              |  |              |  |                   |
| 2016 |                 |                  | opgave               |                  |              |  |              |  |                   |
| 2017 | 71e             |                  |                      |                  |              |  |              |  |                   |
| 2018 |                 | opgave           |                      |                  |              |  |              |  | 245e (UWR)        |
| 2019 |                 |                  |                      |                  |              |  | opgave       |  | 234e (UWR)        |
| 2020 |                 |                  |                      | 12e              | opgave       |  | opgave       |  |                   |
| 2021 |                 |                  |                      |                  |              |  | opgave       |  |                   |
| 2022 | 156e            |                  |                      |                  |              |  |              |  |                   |

## Ploegen
2014 –  Vini Fantini Nippo
2015 –  Nippo-Vini Fantini
2016 –  Nippo-Vini Fantini
2017 –  Nippo-Vini Fantini
2018 –  Nippo-Vini Fantini-Europa Ovini
2019 –  Delko Marseille Provence
2020 –  NIPPO DELKO One Provence
2021 –  DELKO
2022 –  Drone Hopper-Androni Giocattoli
2023 –  HRE Mazowsze Serce Polski
Berlato · Bisolti · Chaparro · Colli · Cunego · De Negri · Filosi · Grosu · Ishibashi · Kuroeda · Malaguti · Marini · A.Nibali · Pozzo · Stacchiotti · Viola · Yamamoto · Onesti (stagiair)
Arredondo · Bagioli · Berlato · Bisolti · Canola · Cunego · De Negri · Filosi · Grosu · Ito · Kobayashi · Koishi · Kuboki · Marangoni · Marini · Nakane · Santaromita · Stacchiotti · Uchima · Bou (stagiair) · Cima (stagiair) · Nishimura (stagiair)
Bagioli · Bou · Canola · D. Cima · I. Cima · Cunego · Grosu · Hatsuyama · Ito · Kobayashi · Lobato · Marangoni · Nakane · Nishimura · Ponzi · Santaromita · Tizza · Uchima · Yoshida · Zaccanti
Areruya · Combaud · De Rossi · El Fares · Fedeli · Fernández · Filosi · Finetto · Grosu · Guérin · Jones · Kasperkiewicz · Leveau · Moreno · Navardauskas · Rochas · Schmidt · Šiškevičius · Trarieux · Carr (stagiair) · Delettre (stagiair) · Guichard (stagiair)
Alba · Bais · Benedetti · Bisolti · Cepeda (tot 31/7) · Chirico · Grosu · Holther · Marchiori · Marengo · Merchan · Muñoz · Piccolo (vanaf 24/6 tot 31/7) · Ponomar · Ravanelli · Restrepo · Rojas · Sepúlveda · Tagliani · Tesfatsion · Umba · Vigo · Zardini · Zurita